# None Shall Defy
None Shall Defy è il primo album in studio del gruppo musicale thrash metal canadese Infernäl Mäjesty pubblicato dall'etichetta discografica Roadracer Records nel 1987.

## Il disco
Il disco uscì su musicassetta e su disco in vinile e contiene una nuova registrazione delle quattro canzoni che componevano il demo del 1986. Le soluzioni stilistiche presenti su questo album sono aggressive e tipicamente thrash metal, con strutture sviluppate su passaggi talvolta complessi e contraddistinti da una buona tecnica esecutiva. Le maggiori similitudini possono essere riscontrate con le produzioni di quel periodo di gruppi quali Slayer, Hallows Eve, Venom e Possessed.
Il cantato rimane sempre su tonalità basse e a volte ricorda la voce gutturale utilizzata nel death metal. I testi rispecchiano le attitudini del metal estremo di quel periodo, risultando spesso violenti e incentrati su tematiche sataniche e occulte.
Il disco fu pubblicato per la prima volta in CD nel 1996, ad opera della Displeased Records, con l'aggiunta di due tracce provenienti dal demo Nigresent Dissolution del 1988. Nel 2016 venne ristampato dalla High Roller Records, sia in CD che come LP, senza le suddette bonus tracks.

## Tracce
1. Overlord – 5:27 (testo: Psychopath – musica: Hallman, Terror)
2. R.I.P. – 1:13 (musica: Hallman) – (strumentale)
3. Night of the Living Dead – 7:20 (testo: Psychopath, Bailey – musica: Terror)
4. S.O.S. – 4:50 (testo: Psychopath – musica: Hallman)
5. None Shall Defy – 6:45 (testo: Psychopath – musica: Hallman)
6. Skeletons in the Closet – 3:51 (testo: Psychopath, Bailey – musica: Hallman)
7. Anthology of Death – 6:51 (testo: Psychopath – musica: Terror)
8. Path of the Psyco – 1:53 (testo: Psychopath, Nemes – musica: Psychopath)

Tracce bonus 1996
Demo Nigresent Dissolution
1. Into the Unknown – 5:11 (testo: Psychopath, Bailey – musica: Terror)
2. Hell on Earth – 5:38 (testo: Terror – musica: Hallman, Terror)

## Formazione
- Chris Bailey – voce
- Steve Terror – chitarra
- Kenny Hallman – chitarra
- Psycopath – basso
- Rick Nemes – batteria

### Produzione
- Rick Nemes – produzione
- Psycopath – produzione
- Hugh Cooper – ingegneria del suono
- Dave Runstedler – ingegneria del suono
- Joe Primeau – missaggio
- Bill Kennedy – missaggio
- Bruce Fleming – missaggio
- Tom Coyne – mastering
- Fred Fiveash – grafica